# Genna (Iserlohn)
Genna ist ein Stadtteil von Iserlohn im Stadtbezirk Letmathe. Die Stadt Iserlohn mit ihrem Stadtteil Genna liegt im Nordwesten des Sauerlandes und gehört zum Märkischen Kreis. Ende 2024 hatte Genna zusammen mit Lasbeck 1981 Einwohner.
Die frühere Vermutung, die um 970 erfolgte Schenkung eines Gehöfts in Getena/Getunna an die Abtei Werden könnte sich auf Genna beziehen, hat sich als falsch erwiesen. Die Annahme Genna sei mit Getunna bzw. Gentena identisch, wurde 1987 von einem Historiker widerlegt. Erst 500 Jahre später sind Werdener Besitzungen in Genna tatsächlich nachgewiesen. Somit beginnt „Genna“ in der Ortsnamenforschung auch erst mit dem 13. Jahrhundert und der Namensform Gindena, die in der Vogteirolle des Stiftes Essen zwischen 1220 und 1250 überliefert ist. Bei der Namensdeutung und deren Namensteile wird nun der mittelalterliche Name Gindena/Gendena auf ein erschlossenes Gandina  bezogen. Mit dem folgenden Ergebnis: Gandina könnte sowohl im ganzen ein alter Abschnittsname der Lenne sein, der auf die Siedlung übertragen wurde, oder aber eine zu einem Abschnittsnamen Ganda... gebildete Stellenbezeichnung. Der Ortsname kann somit als „schwellender Fluß“ oder „Stelle bei einem schwellenden Fluß“ gedeutet werden.
In Genna war ein Zweig des Adelsgeschlechts derer von Letmathe angesiedelt, und zwar die Familie von Letmathe, genannt Schele.
 Der „Pothof“ in Genna wurde 1521 von Johann von Scholler an das Kloster Elsey verkauft.
Als die Industrialisierung auch ins Lennetal vorrückte und die Ruhr-Sieg-Strecke entstand, wurde der Bahnhof Letmathe (heutige Bezeichnung 'Iserlohn-Letmathe') 1861 in Genna gebaut. In den darauffolgenden Jahren wurde 1868 bei Erweiterungsarbeiten der Bahnstrecke nach Iserlohn (die Strecke war 1864 gebaut worden) die Dechenhöhle entdeckt. Viele Industriebetriebe siedelten sich im ebenen Lennetal an der Bahnlinie an und prägten auch durch den Abbau des heimischen Massenkalks stark die Erscheinung der ehemaligen Bauernsiedlung. Nachdem der Abbau des Kalks in den 1960er Jahren eingestellt wurde, entwickelten sich in den trockenen, felsigen Steinbrüchen einmalige Lebensräume für Pflanzen und Tiere, die in den 1980er Jahren unter Naturschutz gestellt worden sind. 1975 wurde Genna durch das Sauerland/Paderborn-Gesetz nach Iserlohn eingemeindet.
Die weltweit älteste 220-kV-Hochspannungsleitung von Ronsdorf nach Letmathe führt zum Umspannwerk in Genna.